# Bistorta alopecuroides
Bistorta alopecuroides är en slideväxtart som först beskrevs av Porphir Kiril Nicolai Stepanowitsch Turczaninow och Meissn., och fick sitt nu gällande namn av Komarov. Bistorta alopecuroides ingår i släktet ormrötter, och familjen slideväxter. Utöver nominatformen finns också underarten B. a. zeaensis.